# Kruisbos
Het Kruisbos, ook geschreven als Kruisbosch, is een bosgebied in de gemeente Gulpen-Wittem in de Nederlandse provincie Limburg. Het bos ligt ten zuidoosten van Crapoel, ten oosten van Landsrade, ten noordwesten van Kosberg en ten westen van Dal, Bissen en Schweiberg. Het ligt op de westelijke dalwand van de Geul, op de oostrand van het Plateau van Crapoel, en is deels een hellingbos.
Aan de noordzijde gaat het bos over in het Schweibergerbos en in het zuiden over in De Molt.
In het noordwestelijke deel van het bos ligt de golfbaan van De Zuid Limburgse Golf- en Countryclub Wittem.

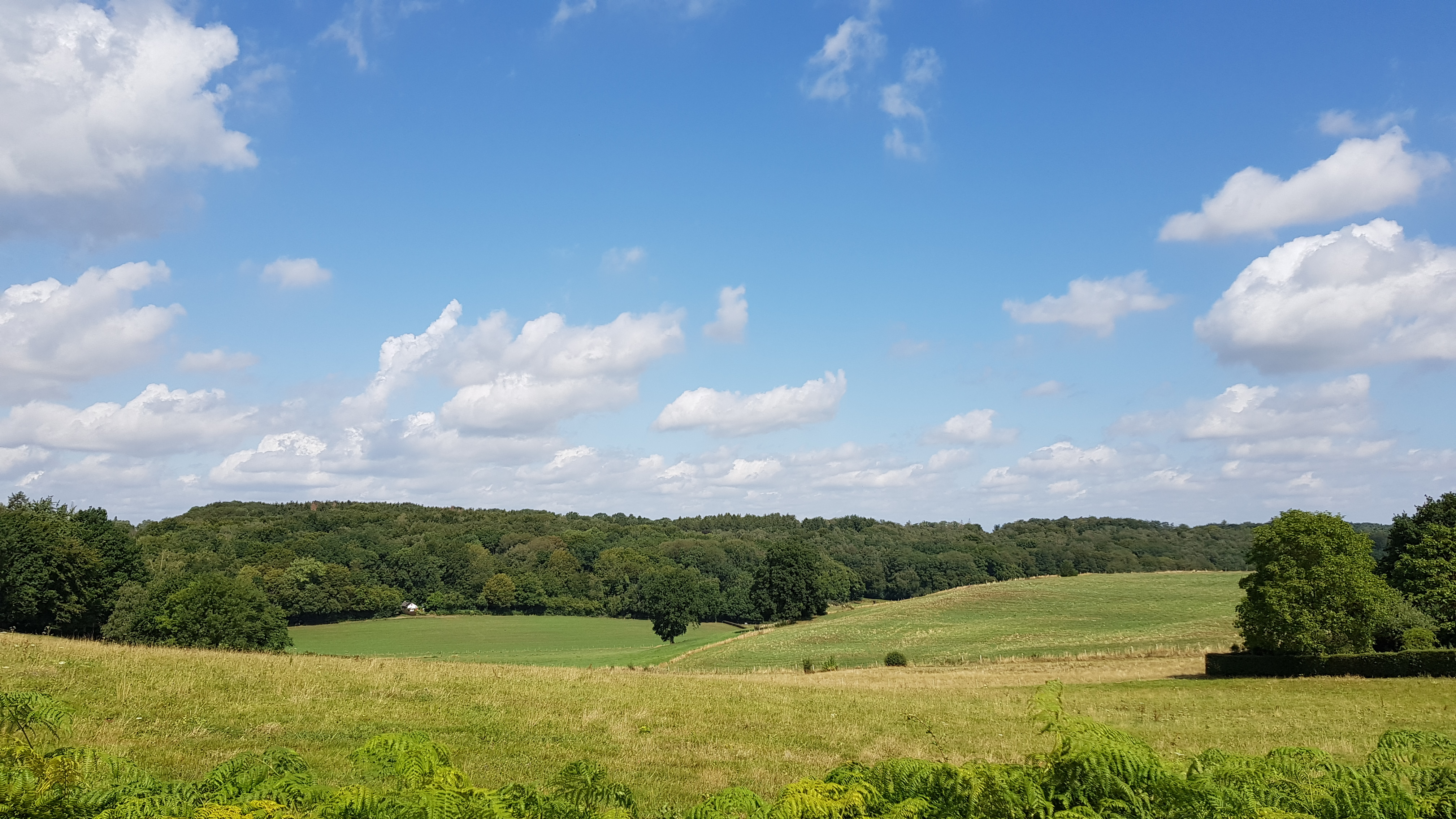
Kruisbos gezien vanaf Kosberg
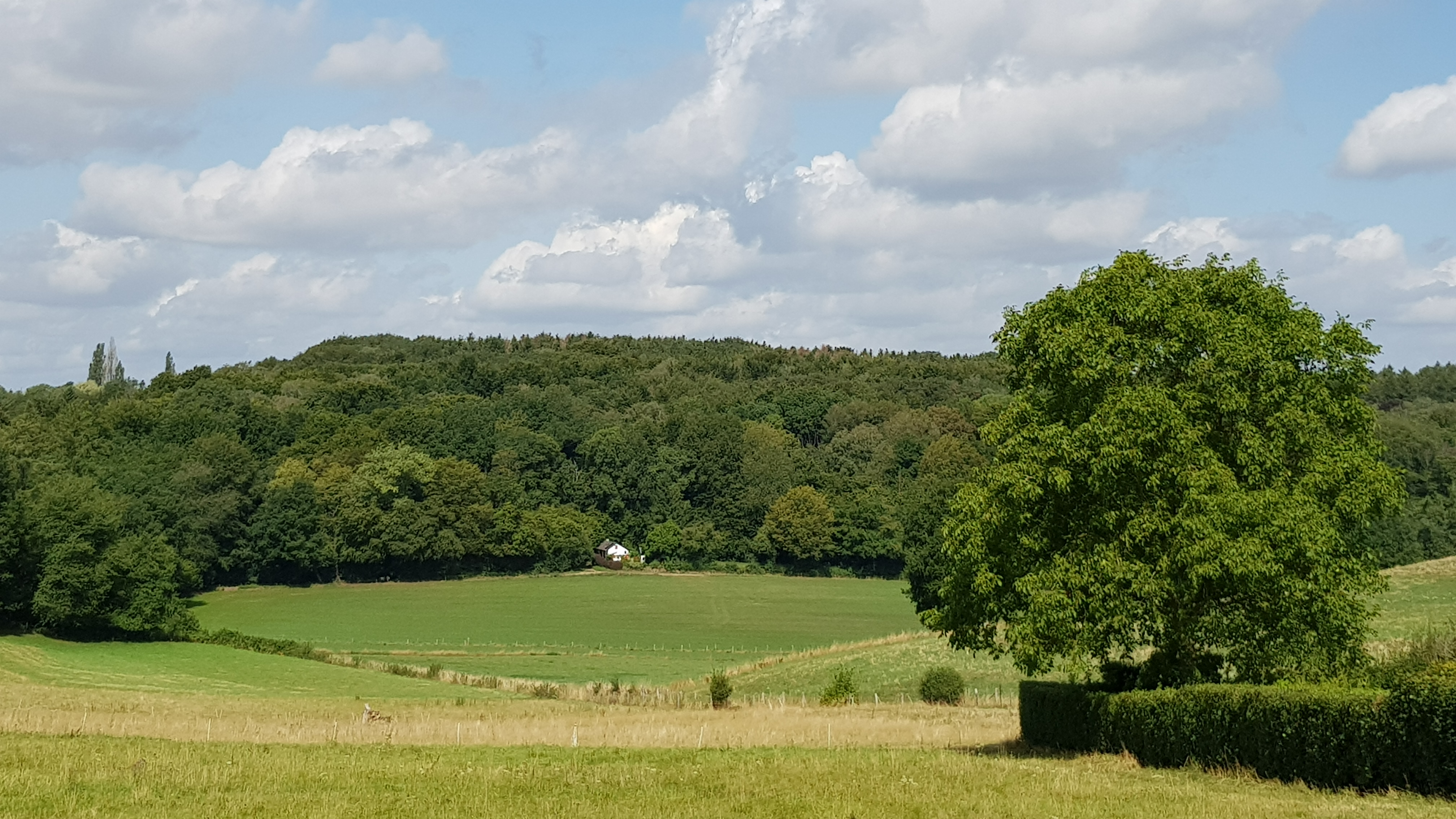